# Олександр I (папа)
Олександр I (лат. Alexander) (? — 115 або 116 н. е., Рим, Стародавній Рим) — шостий папа Римський з 106 по 115.
Liber Pontificalis вказує на його походженням як сина римлянина з регіону Caput Tauria. Його служіння тривало 10 років і сім місяців. Помер за часів консулів Aemilius Aelianus та Antistius Vetus. Традиційно визнається, що він запровадив євхаристію та освячення води у церкві, а також дозволив перебування у церкві чоловіків з непокритою головою.
Вважається, що Олександр I загинув як мученик. Його реліквії перенесені у 834 у Фрайзінг.
Католицька церква відзначає 3 травня, а православні церкви 16 березня як день пам'яті святого Олександра I.